# شهرک واپدا
شهرک واپدا (به انگلیسی: WAPDA Town) یک شهر در پاکستان است که در ناحیه لاهور واقع شده‌است.